# Kasachischer Fußballpokal 1994
Der Kasachische Fußballpokal 1994 war die dritte Austragung des Pokalwettbewerbs im Fußball in Kasachstan nach der Unabhängigkeit von der Sowjetunion. Pokalsieger wurde Wostok Öskemen, der sich im Finale gegen Aktjubinez Aktjubinsk durchsetzte.

## Modus
Außer im Finale wurde der Sieger in Hin- und Rückspiel ermittelt. Bei Torgleichheit entschied zunächst die Anzahl der auswärts erzielten Tore, danach eine Verlängerung und schließlich das Elfmeterschießen.

## 1. Runde
| Datum             |                       | Gesamt    |                    | Hinspiel | Rückspiel |
| ----------------- | --------------------- | --------- | ------------------ | -------- | --------- |
| 31.05./20.07.1994 | Gornjak FK Chromtau   | 3:2       | FK Kökschetau      | 2:0      | 1:2       |
| 31.05./20.07.1994 | Aktjubinez Aktjubinsk | 3:1       | FK Qairat Almaty   | 1:0      | 2:1       |
| 31.05./01.07.1994 | Schiger Schymkent     | 11:30     | Jessil Aqmola      | 10:10    | 1:2       |
| 31.05./30.07.1994 | Jelimai Semipalatinsk | (a)3:3(a) | FK Taras           | 1:0      | 2:3       |
| 31.05./20.07.1994 | Ferro Aqtöbe          | 0:4       | Munaischy Aqtau    | 0:2      | 0:2       |
| 31.05./20.07.1994 | Jassi Türkistan       | 5:1       | Schalin Schymkent  | 3:0      | 1:1       |
| 31.05.1994/–      | Schachtjor Qaraghandy | 6:0       | Aqsu Belyje Wody   | 2 3:0 2  | 2 3:0 2   |
| 31.05.1994/–      | Namys Almaty          | 6:0       | Qaisar Qysylorda   | 3 3:0 3  | 3 3:0 3   |
| 31.05.1994/–      | Bolat Temirtau        | 6:0       | Zesna Aqmola       | 4 3:0 4  | 4 3:0 4   |
| 02.06./20.07.1994 | Kainar Taldyqorghan   | 5:0       | Karagachanak Aqsai | 2:0      | 1 3:0 1   |
| 17.07./21.07.1994 | Batyr Ekibastus       | 2:4       | Chimik Qostanai    | 1:2      | 1:2       |

## Achtelfinale
| Datum             |                          | Gesamt |                       | Hinspiel  | Rückspiel |
| ----------------- | ------------------------ | ------ | --------------------- | --------- | --------- |
| 01.08./03.08.1994 | Jassi Türkistan          | 6:2    | Gornjak FK Chromtau   | 3:0       | 3:2       |
| 01.08./03.08.1994 | Aktjubinez Aktjubinsk    | 7:2    | Chimik Qostanai       | 5:1       | 2:1       |
| 01.08./05.08.1994 | Bolat Temirtau           | 2:2    | Munaischy Aqtau       | 2:5       | 5 0:3 5   |
| 01.08./20.09.1994 | Schiger Schymkent        | 2:1    | Jelimai Semipalatinsk | 2:0       | 6 0:1 6   |
| 03.08.1994/–      | Karagachanak Aqsai       | 6:0    | Wostok Öskemen        | 7 3:0 7   | 7 3:0 7   |
| 03.08.1994/–      | Schachtjor Qaraghandy    | 6:0    | Namys Almaty          | 8 3:0 8   | 8 3:0 8   |
| 03.08.1994/–      | SKIF Ordabassy Schymkent | 6:0    | Uralez-Arma Uralsk    | 9 3:0 9   | 9 3:0 9   |
| 03.08.1994/–      | Ansat Pawlodar           | 6:0    | Jenbek Schesqasghan   | 10 3:0 10 | 10 3:0 10 |

## Viertelfinale
| Datum             |                       | Gesamt |                          | Hinspiel | Rückspiel |
| ----------------- | --------------------- | ------ | ------------------------ | -------- | --------- |
| 21.09./11.10.1994 | Aktjubinez Aktjubinsk | 4:3    | SKIF Ordabassy Schymkent | 3:1      | 1:2       |
| 05.10./22.10.1994 | Schiger Schymkent     | 0:1    | Schachtjor Qaraghandy    | 0:0      | 0:0       |
| 08.10./22.10.1994 | Ansat Pawlodar        | 0:3    | Wostok Öskemen           | 0:0      | 0:3       |
| 21.10./25.10.1994 | Jassi Türkistan       | 3:6    | Munaischy Aqtau          | 3:3      | 11 0:3 11 |

## Halbfinale
| Datum             |                       | Gesamt |                       | Hinspiel | Rückspiel |
| ----------------- | --------------------- | ------ | --------------------- | -------- | --------- |
| 29.10./03.11.1994 | Aktjubinez Aktjubinsk | 7:0    | Munaischy Aqtau       | 3:0      | 4:0       |
| 29.10./03.11.1994 | Wostok Öskemen        | 3:2    | Schachtjor Qaraghandy | 1:1      | 2:1       |

## Finale
| Paarung               | Wostok Öskemen – Aktjubinez Aktjubinsk |
| Ergebnis              | 1:0 (0:0) |
| Datum                 | 7. November 1994 |
| Stadion               | Zentralstadion, Almaty |
| Zuschauer             | 1.000 |
| Schiedsrichter        | Alexander Kulakow |
| Tore                  | 1:0 Andrei Awdejenko (73.) |
| Wostok Öskemen        | Sergei Fussejew – Wjatscheslaw Fjodorow, Oleg Schubnow, Igor Tschesnokow, Igor Kiseljow (86. Andrei Chutornoj) – Sergei Salij, Murat Schoibekow (81. Olschas Boribajew), Pawel Jewtejew, Alexander Antropow – Andrei Awdejenko (65. Igor Trojeglassow), Ruslan Dusmambetow Cheftrainer: Sergei Gorochowodatski       |
| Aktjubinez Aktjubinsk | Waleri Labunets – Juri Konkow, Wladimir Butylkin, Dmitri Ogai, Jerlan Tanschariqow (74. Bachut Qysylbajew) – Alexander Sawtschenko (79. Anatoli Powedenjok), Iwan Kabachidse (46. Roman Lutschkin), Wachid Masudow – Wladimir Krawtschenko (56. Dmitri Jurist), Asqar Qoschabergenow Cheftrainer: Wladimir Nikitenko |